# Zygiella
Zygiella là một chi nhện trong họ Araneidae.

## Các loài
Các loài trong chi này gồm:
- Zygiella atrica (C. L. Koch, 1845) *
- Zygiella calyptrata (Workman & Workman, 1894)
- Zygiella indica Tikader & Bal, 1980
- Zygiella keyserlingi (Ausserer, 1871)
- Zygiella kirgisica Bakhvalov, 1974
- Zygiella minima Schmidt, 1968
- Zygiella nearctica Gertsch, 1964
- Zygiella poriensis Levy, 1987
- Zygiella pulcherrima (Zawadsky, 1902)
- Zygiella shivui Patel & Reddy, 1990
- Zygiella x-notata (Clerck, 1757)
  - Zygiella x-notata chelata (Franganillo, 1909)
  - Zygiella x-notata percechelata (Franganillo, 1909)

## Hình ảnh

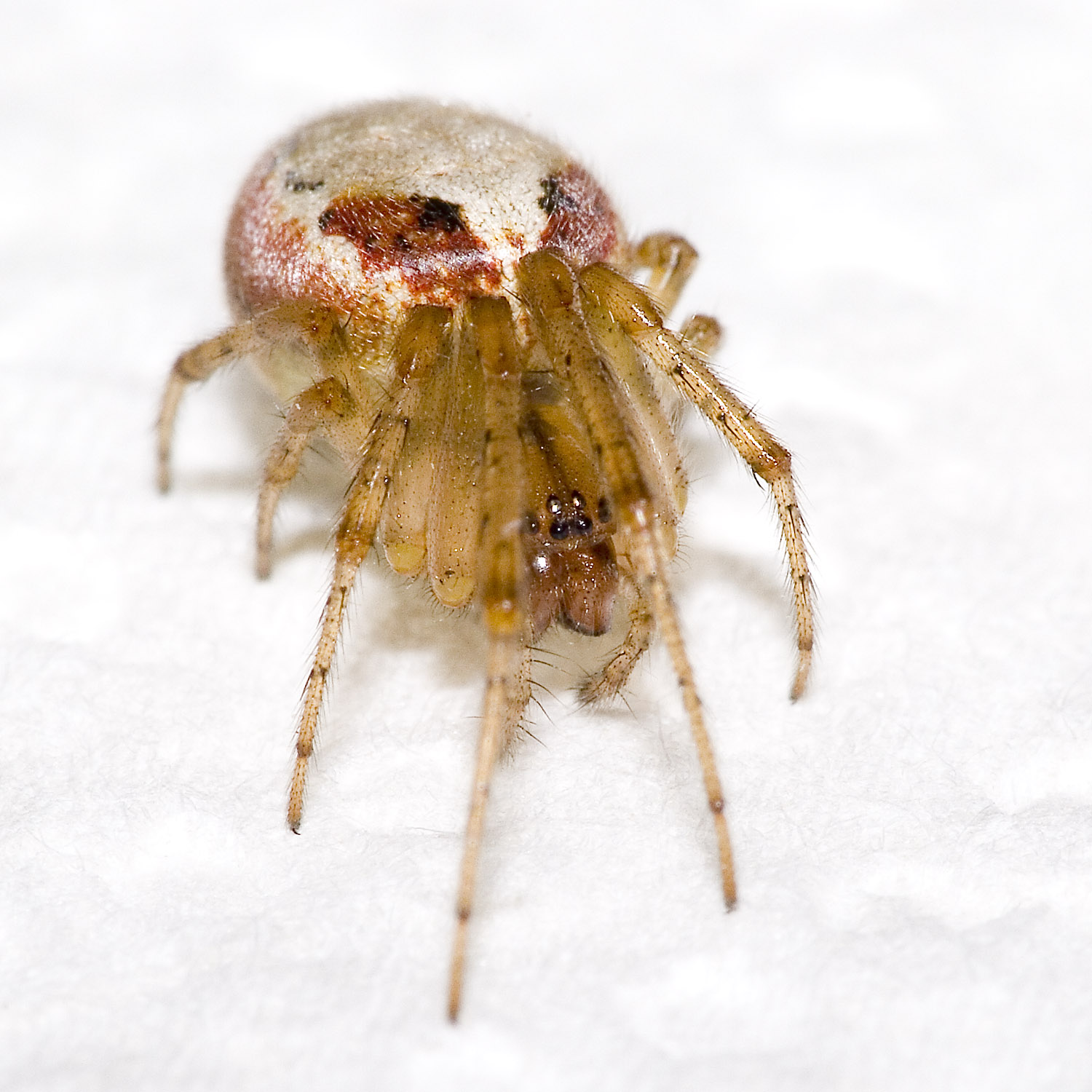

- Tập tin:Zygiella web.jpg